# Донецко-Приднепровский экономический район

Экономические районы Украинской ССР
Донецко-Приднепровский
Юго-Западный
Южный

Доне́цко-Приднепро́вский экономический район — один из 19 экономических районов СССР, состоял из 8 областей УССР:
1. Ворошиловградская область (сейчас — Луганская область)
2. Днепропетровская область
3. Донецкая область
4. Запорожская область
5. Кировоградская область
6. Полтавская область
7. Сумская область
8. Харьковская область

Население — 21 679 тыс. чел. (1987).
Основные отрасли специализации: крупный район энергетики, металлургии, машиностроения (особенно тяжёлого), химической промышленности.
Сельское хозяйство: выделяются зерновое хозяйство, посевы сахарной свёклы и масличных культур, мясное животноводство.